# Граф де Кастаньеда

Герб муниципалитета Кастаньеда, провинция Кантабрия, автономное сообщество Кантабрия

Граф де Кастаньеда — испанский дворянский титул. Он был создан 25 августа 1430 года королем Кастилии Энрике II для Гарсии Фернандеса Манрике и Лары (? — 1436), сеньора де Агилар-де-Кампоо, Галистео и Фуэнтегинальдо.
Название графского титула происходит от названия муниципалитета Кастаньеда, провинция Кантабрия, автономное сообщество Кантабрия.

## Графы де Кастаньеда
- Гарси Фернандес Манрике де Лара[исп.] (ок. 1380—1436), 1-й граф де Кастаньеда, сын Гарси Фернандеса Манрике де Лара, сеньора де Эстар, и Изабель Энрикес де Аро.

1. Супруга — Альдонса Тельес де Кастилия (1375—1448), 4-я сеньора де Агилар-де-Кампоо и Кастаньеда, дочь Хуана Тельеса де Кастилия, 2-го сеньора де Агилар-де-Кампоо, и Леонор Лассо де ла Вега, сеньоры де ла Вега

- Хуан Фернандес Манрике де Лара[исп.] (1398—1493), 2-й граф де Кастаньеда, старший сын Гарси Фернандеса Манрике де Лары, 1-го графа де Кастаньеда, и Альдонсы Кастильской, 3-й сеньоры де Агилар-де-Кампоо и Кастаньеда (1382—1449), дочери Хуана Тельеса де Кастилия (1355—1385), 2-го сеньора де Агилар-де-Кампоо и Кастаньеда.

1. Супруга — Менсия Энрикес (ок. 1390—1480), дочь Алонсо Энрикеса де Кастилии и Хуаны ла Рикахембра де Мендосы
2. Супруга — Каталина Энрикес де Рибера, дочь Руя Переса де Риберы и Марии Энрикес де Сиснерос.

- Гарси Фернандес Манрике де Лара (ок. 1440—1506), 3-й граф де Кастаньеда, 1-й маркиз де Агилар-де-Кампоо, сын Хуана Фернандеса Манрике да Лары, 2-го графа де Кастаньеда, и его второй супруги, Каталины Энрикес де Риберы, дочери алькальда Пеньяфьеля Руя Переса де Риберы.

1. Супруга — Леонор Пиментель и Киньонес, дочь Алонсо де Пиментеля и Энрикеса, 3-го графа де Бенаветне, и Марии де киньонес и Португаль
2. Супруга — Беатрис Веласко, дочь Педро Фернандеса де Веласко и Манрике де Лара, 2-го графа де Аро, и Менсии де Мендосы и Фигероа
3. Супруга — Барсайда де Альмада Норонья и Кастро, дочь Жоао Васа де Альмады, сеньора де Перейра, и Виоланты де Кастро.

- Луис Фернандес Манрике де Лара и де Альмада-Норонья (1474—1534), 4-й граф де Кастаньеда, 2-й маркиз де Агилар-де-Кампоо, старший сын Гарси Фернандеса Манрике де Лары, 3-го графа де Кастаньеда и 1-го маркиза де Агилар-де-Кампоо, и Леонор Пиментель и Киньонес.

1. Супруга — Анна Пиментель и Энрикес, дочь Педро Пиментеля, сеньора де Тавара, и Инес Энрикес де Гусман

- Хуан Фернандес Манрике де Лара и Пиментель[исп.] (ок. 1490—1553), 5-й граф де Кастаньеда, 3-й маркиз де Агилар-де-Кампоо, сын предыдущего и Анны Пиментель и Энрикес.

1. Супруга — Бланка Пиментель, дочь Алонсо Пиментеля и Пачеко, 2-го герцога де Бенавенте, и Анны де Веласко и Эррера
2. Супруга — Мария де Луна и Сандоваль, дочь Бернардо де Сандоваля и Рохаса, 2-го маркиза де Дения, и Франсиски Энрикес де Луны.

- Луис Фернандес Манрике де Лара и Пиментель (ок. 1520—1585), 6-й граф де Кастаньеда, 4-й маркиз де Агилар-де-Кампоо, 1-й граф де Буэльна, сын предыдущего и Бланки Пиментель

1. Супруга — Анна де Мендоса и Арагон (1520—1566), дочь Иньиго Лопеса де Мендосы и Пиментеля, 4-го герцога дель Инфантадо, и Изабель де Арагон Португаль, герцогини дель Инфантадо.

- Бернардино Фернандес Манрике де Лара и Мендоса де Арагон (1550—1600), 7-й граф де Кастаньеда, 5-й маркиз де Агилар-де-Кампоо, 2-й граф де Буэльна, сын предыдущего и Анны де Мендосы и Арагон

1. Супруга — Антония де ла Серда и Арагон (1567—1607), дочь Хуана Луиса де ла Серды, 5-го герцога де Мединасели, и Изабель де Арагон

- Хуан Луис Фернандес Манрике де Лара и де ла Серда (? — 1653), 8-й граф де Кастаньеда, 6-й маркиз де Агилар-де-Кампоо, сын предыдущего и Антонии де ла Серды и Арагон

1. Супруга — Хуана Портокарреро де Монрой, графиня де Медельин, и Беатрис де Аро и Авельянеда

- Бернардино Манрике де Лара и Аро (? — 1662), 9-й граф де Кастаньеда, 7-й маркиз де Агилар-де-Кампоо, сын предыдущего и Беатрис де Аро и Авельянеды.

- Антония Манрике де Лара и де ла Серда (? — 1662), 10-я графиня де Кастаньеда, дочь Бернардино Фернандеса Манрике де Лары и Мендосы де Арагон, 5-го маркиза де Агилар-де-Кампоо, и Антонии де ла Серды и Арагон, тетка предыдущего

1. Супруг — Руй Гомес де Сильва и Мендоса, 1-й маркиз де ла Элиседа (1565—1616)
2. Супруг — Иньиго «Эль-Мосо» Велес Ладрон де Гевара и Гевара (1597—1658), 8-й граф де Оньяте, вице-король Неаполя

- Бернардо Манрике де Сильва (1612—1672), граф де Кастаньеда, 8-й маркиз де Агилар-де-Кампоо, сын Руя Гомеса де Сильвы и Мендосы, 1-го маркиза де ла Элиседы, и Антонии Манрике де Лары и де ла Серды, 10-й графини де Кастаньеды

1. Супруга — Анна Мария де Гевара, дочь Иньиго Велеса Ладрона де Гевары и Тассиса и Каталины Велес де гевары и Орбеа, 5-й графини де Оньяте

- Бернардо Фернандес Манрике де Сильва (? — 1675), граф де Кастаньеда, 9-й маркиз де Агилар-де-Кампоо, 3-й маркиз де ла Элиседа, сын Бернардино Манрике де Сильвы, 8-го маркиза де Агилар-де-Кампоо, и Анны Марии де Гевары

1. Супруга — Тереза де Бенавидес Манрике де Сильва, дочь Диего де Бенавидеса и де ла Куэвы, 8-го графа де Сантистебана, 1-го маркиза де Солера и вице-короля Наварры, и Анны де Сильвы Манрике де ла Серды

- Франсиска Манрике де Сильва (? — 1696), граф де Кастаньеда, 10-я маркиза де Агилар-де-Кампоо, 4-й маркиз де ла Элиседа, дочь Бернардино Манрике де Сильвы, 8-го маркиза де Агилар-де-Кампоо, и Анны Марии де Гевары, сестра предыдущего

1. Супруг — Педро де Суньига и де ла Куэва (1620—1669), 3-й маркиз де Флорес-Давила

- Антонио де Суньига и Манрике (1654—1709), граф де Кастаньеда, 4-й маркиз де Флорес-Давила, 11-й маркиз де Агилар-де-Кампоо, 5-й маркиз де ла Элиседа и граф де Буэльна, сын Педро де Суньиги и де ла Куэвы, 3-го маркиза де Флорес-Давила, и Франсиски Манрике де Сильвы, 10-й маркизы де Агилар-де-Кампоо

1. Супруга — Каталина Тельес-Хирон (? — 1714), дочь Гаспар Тельес-Хирона и Сандоваля, 5-го герцога де Осуна, и Феличе Весины Гомес де Сандоваль

- Меркурио Антонио Лопес Пачеко и Португаль (1679—1738), граф де Кастаньеда, 9-й герцог де Эскалона, 9-й маркиз де Вильена, 12-й маркиз де Агилар-де-Кампоо, 7-0й маркиз де ла Элиседа, 9-й граф де Чикена и 13-й граф де сан-Эстебан-де-Гормас. Сын Хуана Мануэля Фернандеса Пачеко и Суньиги, 8-го герцога де Эскалона, и Марии Хосефы де Бенавидес Манрике де Сильвы, 6-й маркизы де ла Элиседа.

1. Супруга — Каталина де Москосо и Бенавидес, дочь Луиса Москосо Осорио Месии де Гусман Мендосы и Рохас, 8-го графа де Альтамира, и Марии де Бенавидес Понсе де Леон.

- Андрес Фернандес Пачеко (1710—1746), граф де Кастаньеда, 10-й герцог де Эскалона, 13-й маркиз де Агилар-де-Кампоо, 10-й маркиз де Вильена, 10-й граф де Чикена и 14-й граф де Сан-Эстебан-де-Гормас. Сын Меркурио Лопеса Пачеко и Португаля, 9-го герцога де Эскалона, и Каталины де Москосо и Бенавидес

1. Супруга — Анна Мария Альварес де Толедо Португаль, 11-я графиня де Оропеса
2. Супруга — Изабель Мария Мануэла Хосефа Анна Доминга Франсиска Кунегунда Пачеко Тельес Мария Хирон и Толедо

- Мария Ана Каталина Лопес Пачеко Толедо и Португаль[исп.] (1729—1768), графиня де Кастаньеда, 11-я графиня де Алькаудете, 11-я герцогиня де Эскалона, 14-я маркиза де Агилар-де-Кампоо, старшая дочь предыдущего и Аны Марии де Толедо Португаль Монрой и Айяла, маркизы де Хараньдилья, 11-й графини де Оропеса (1707—1729)

1. Супруг — Хуан Пабло Франсиско Лопес-Пачеко и де Москосо (1716—1751), сеньор де Гарганта-ла-Олья
2. Супруг — Фелипе Нери Диего Исидро де Толедо и Сильва (? — 1758)
3. Супруг — Мануэль Хосе Пачеко Тельес-Хирон и Толедо (1732—1794)

- Педро де Алькантара Алонсо де Гусман Эль-Буэно[исп.] (1724—1779), граф де Кастаньеда, 14-й герцог де Медина-Сидония, 15-й маркиз де Агилар-де-Кампоо, 9-й маркиз де ла Элиседа. Двоюродный брат предыдущей, сын Доминго Переса де Гусмана и Сильвы (1691—1739), 13-го герцога де Медина-Сидония, и Хосефы Пачеко и Москосо (1703—1763).

1. Супруга — Марианна де Сильва и Альварес де Толедо (? — 1778), дочь 9-го графа де Гальве и 11-й герцогини де Альба

- Фелипе Лопес-Пачеко и де ла Куэва (1727—1798), граф де Кастаньеда, 12-й герцог де Эскалона, 16-й маркиз де Агилар-де-Кампоо, сын Марсиано Фернандеса Пачеко, 12-го маркиза де Мойя (1688—1743), и Марии Франсиски де ла Куэва и Кунья, 4-й маркизы де Ассентар (1727—1798).

1. Супруга — Мария Луиза Сентурион и де Веласко и Лопес де Айяла (1716—1799), 8-я маркиза де Эстепа, дочь Мануэля Сентуриона и Ариас Давилы, 6-го маркиза де Эстепа, и Марии Леонор де Веласко Айяла и Фернандес де Кордовы.

- Диего Вентура де Гусман и Фернандес де Кордова[исп.] (1738—1805), граф де Кастаньеда, 17-й маркиз де Агилар-де-Кампоо, 14-й граф де Оньяте, единственный сын Хосе Марии де Гусмана и Гевары, 6-го маркиза де Монтеалегре (1709—1781), и Марии Феличе Фернандес де Кордоба и Спинола де ла Серда (1705—1748)

1. Супруга — Мария Исидра де ла Крус де ла Серда и де Гусман (1742—1811), 19-я герцогиня де Нахера, дочь Исидро Мануэля де ла Серды и Тельес-Хирон, 5-й маркиза де ла Лагуна де Камеро-Вьехо и Терезы Марии Клары де Гусман и Гевары.

- Диего Исидро де Гусман и де ла Серда[исп.] (1776—1849), граф де Кастаньеда, 20-й герцог де Нахера, 18-й маркиз де Агилар-де-Кампоо, единственный сын предыдущего и Марии Исидры Манрике де Ла Серда и Гусман, 19-й герцогини де Нахера (1742—1811)

1. Супруга — Мария дель Пилар де ла Серда и Марин де Ресенде (1777—1812), дочь Хосе Марии де ла Серды и Сернесио, 5-го графа де Парсент, и Марии дель Кармен Антонии Марин де Ресенде Фернандес де Эредия, 5-й графини де Бурета
2. Супруга — Мария Магдалена Текла Кабальеро и Террерос (1790—1865), дочь Хуан Фернандо Кабальеро и Хулианы де Террерос.

- Карлос Луис де Гусман и де ла Серда (1801—1880), граф де Кастаньеда, 21-й герцог де Нахера, 15-й граф де Оньяте, сын предыдущего и Марии дель Пилар де ла Серда и Марин де Ресенде.

1. Супруга — Мария Хосефа де ла Серда и Палафокс, дочь Хосе Антонио Педро Хоакина Рамона Франсиско де Паулы Худаса Тадео де ла Серды и Марин де Ресенде, 7-го маркиза де Барболес (1771—1825), и Марии Рамоны Агустины Хосефы Магдалены Терезы Висенты Виктории Валерии Хуаны Непомуцено Фелипы Франсиски де Салес де Палафокс и Портокарреро (1777—1823)

- Хосе Рейнальдо де Гусман и ла Серда (1806—1891), граф де Кастаньеда, 21-й герцог де Нахера, 16-й граф де Оньяте, 7-й маркиз де Гевара, младший брат предыдущего, сын Диего Исидро де Гусмана и де ла Серды, 20-го герцога де Нахера, от первого брака с Марией дель Пилар де ла Серда и Марин де Ресенде. Безедетен.

- Хуан Баутиста де Гусман и Кабальеро (1816—1895), граф де Кастаньеда, 22-й герцог де Нахера, 12-й граф де Кастронуэво, 17-й граф де Оньяте, сводный брат предыдущего, сын Диего Исидро де Гусмана и де ла Серды, 20-го герцога де Нахера, и его второй супруги, Марии Магдалены Теклы Кабальеро и Террерос (1790—1865). Бездетен.

- Мария дель Пилар де Гусман и де ла Серда (1811—1901), графиня де Кастаньеда, 23-я герцогиня де Нахера, 13-я графиня де Оньяте, 8-я маркизы де Гевара, сводная сестра предыдущего, дочь Диего Исидро де Гусмана и де ла Серды, 20-го герцога де Нахера, и Марии дель Пилар де ла Серды и Марин де Ресенде.

1. Супруг — Хуан де Забала и де ла Пуэнте, 1-й маркиз де Сьерра-Бульонес (1804—1879).

- Хуан де Забала и Гусман (1844—1910), граф де Кастаньеда, 24-й герцог де Нахера, 19-й граф де Оньяте, 13-й граф де Кастронуэво, сын Марии дель Пилар де Гусман и де ла Серды, 23-й герцогини де Нахера, и Хуаны де Забала и де ла Пуэнте, 1-го маркиза де Сьерра-Бульонес

- Луис де Забала и Гусман (1853—1915), граф де Кастаньеда, 25-й герцог де Нахера, 20-й граф де Оньяте, 14-й граф де Кастронуэво, младший брат предыдущего

1. Супруга — Гильермина Эредия Баррон

- Мария дель Пилар де Забала и Гусман (1840—1915), графиня де Кастаньеда, 26-я герцогиня де Нахера, 20-я маркиза де Агилар-де-Кампоо, 9-я маркиза де Гевара, старшая сестра предыдущего.

1. Супруг — Вентура Гарсия Санчо и Ибаррондо (1837—1914), 1-й граф де Консуэрга

- Мария дель Пилар Гарсия Санчо и Забала (1864—1916), графиня де Кастаньеда, 27-я герцогиня де Нахера, 21-я маркиза де Агилар-де-Кампоо, 21-я графиня де Оньяте, 22-я графиня де Тревиньо, старшая дочь предыдущей и Вентуры Гарсии Санчо и Ибаррондо.

1. Супруг — Леопольдо де Травеседо и Фернандес-Касарьего (1861 — ?)

- Хуан де Травеседо и Гарсия-Санчо (1890—1965), граф де Кастаньеда, 28-й герцог де Нахера, 22-й граф де Оньяте, 24-й граф де Тревиньо, 4-й граф де Консуэрга, сын предыдущей и Леопольдо де Травеседо и Фернандес-Касарьего

1. Супруг — Мария дель Кармен Мартинес де ла Ривас и Ричардсон (1899 — ?), дочь Мигеля Хосе Мартинеса де Лехарса и де ла Ривас, 4-го маркиза де Мудела, и Марии Ричардсон О’Коннор

- Хуан де Травеседо и Мартинес де ла Ривас (1922—1996), граф де Кастаньеда, 29-й герцог де Нахера, 14-й граф де Кастронуэво, 4-й граф де Консуэрга, 24-й граф де Тревиньо, 25-й граф де Оньяте, сын предыдущего и Марии дель Кармен Мартинес де лас Ривас и Ричардсон.

- Хуан де Травеседо и Колон де Карвахаль (род. 1949), граф де Кастаньеда, 30-й герцог де Нахера (с 1996 года), племянник предыдущего, сын его брата, Хосе Марии де Травеседо и Мартинеса де Лас Риваса, и Марии Эулалии Колон де Карвахаль и Марото.

- Альваро Травеседо де Хулия, граф де Кастаньеда, сын предыдущего.